# Giuseppe Tartini

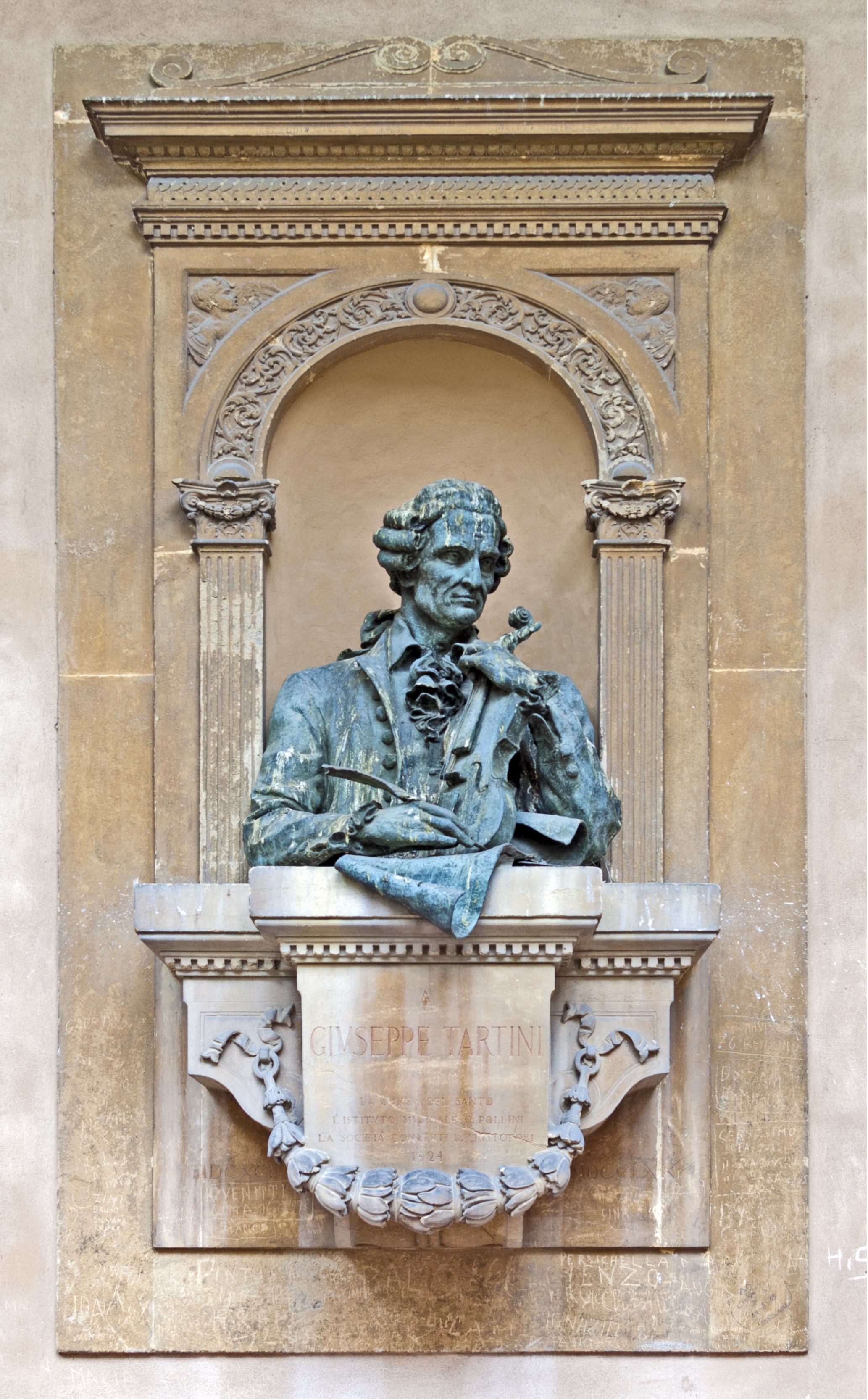
Emlékműve a páduai bazilikában

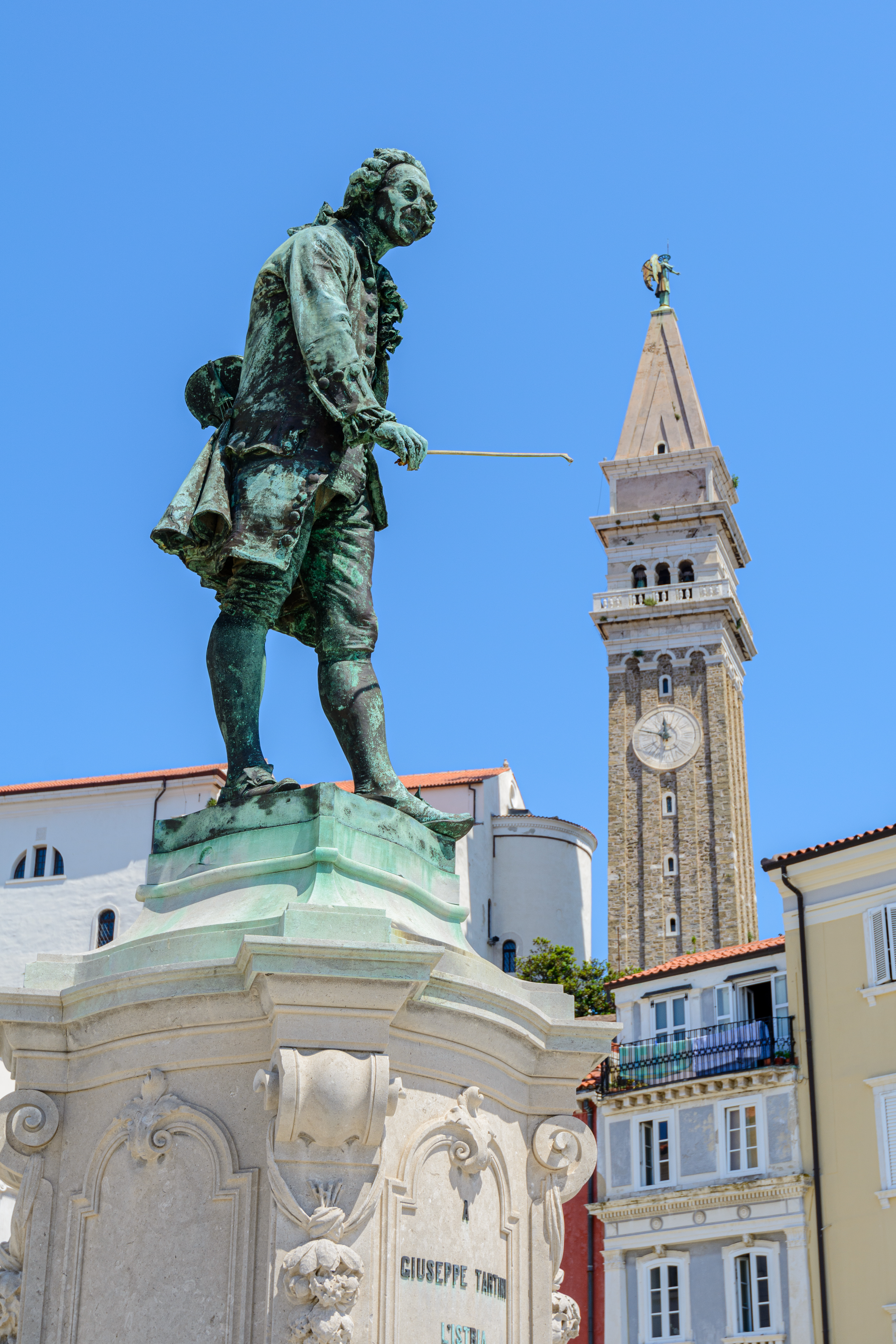
Szobra szülővárosában

Giuseppe Tartini (Piran, 1692. április 8. – Padova, 1770. február 26.) itáliai barokk zeneszerző, hegedűművész és legendás hegedűtanár.

## Élete
Piranóban született, 1692-ben. Szülei papi pályára szánták, de a fiatal Giuseppe inkább jogi tanulmányokat folytatott a Padovai Egyetemen. Léha életet élt, több botrány főhőse volt. Kedvelt időtöltése volt a vívás, eredetileg vívóiskolát akart alapítani. Titokban eljegyzett egy zenetanárnőt, akit később szülei tiltakozása ellenére feleségül is vett. Ténykedéseit nagybátyja, Padova püspöke nem nézte jó szemmel, akinek végül sikerült elérnie, hogy Tartini bevonuljon az assisi kolostorba, ott tanult meg hegedülni az egyik paptól. 
Hegedűjátékával 24 éves korában lépett a nyilvánosság elé első ízben. Velencében a Mocenigo-palotában. Játékával nagy sikert aratott. A közönség tagjai között volt Francesco Maria Veracini is, aki felismerte benne az ígéretes tehetséget, és tanítványául fogadta. Néhány évi szorgalmas és elmélyült tanulás meghozta a gyümölcsét: 1721-ben kinevezték a padovai Szent Antal-bazilika első hegedűsévé. Ekkor már egész Európában elismert hegedűművész volt.
Zeneelmélettel is foglalkozott: 1714-ben felfedezte a kombinációs hangokat, amelyeket Tartini-féle hangoknak is nevez az utókor. Ezek olyan hangok, melyek két hang együtthangzásából erednek és amelyek rezgésszáma vagy a két hang rezgésszámának (frekvenciájának) összege, vagy azok különbsége.
1723-ban Kinsky grófnő Prágába hívta, hogy vegyen részt II. Károly cseh király (VI. Károly német-római császár) koronázási ünnepségein. Két évig működött a cseh fővárosban mint Kinsky grófnő zenekarának karnagya. 1726-ban visszatért, és megalapította világhírű hegedűiskoláját. Hegedűpedagógiájának legfőbb titka a vonókezelés új módszerében rejlett. Pedagógiai tapasztalatait elméleti munkáiban tette közzé. Különös figyelmet szentelt a hangszeres ékesítések kivitelének. 
Egymást érték a külföldi meghívások, de Tartini 1726 után többé nem hagyta el Itáliát. Padovában halt meg 78 éves korában, 1770. február 26-án. Műveinek túlnyomó többsége (versenyművek, szonáták, triószonáták, néhány vokális darab) kéziratban maradt az utókorra.

## Munkássága
A hagyomány szerint több mint 200 hegedűversenyt írt, de csak 135 maradt az utókorra, és csak 18 jelent meg nyomtatásban szerzőjük életében. Albinoni és Torelli versenyműtípusait fejlesztette tovább. Korai műveire jellemző a nagy fokú virtuozitás, a technikai nehézségek halmozása, a gazdag díszítettség (trillák, kettős trillák, kettős fogások halmozása). A zárótételek kadenciáit önálló részekké fejlesztette. Kései versenyműveinek kompozíciója már közelebb áll a klasszicista stílushoz, mint a barokkhoz. 
Hegedűszonátáinak száma eléri a 135-öt. További 40 mű szerzősége a mai napig vita tárgya. Szonátainak is csak kis része jelent meg nyomtatásban Tartini életében. Általában két- és háromtételes művek, de akadnak közöttük négytételesek is. A leghíresebb az Ördögtrilla-szonáta. Ehhez az a legenda fűződik, miszerint a zeneszerző álmában megjelent a Sátán és eljátszott neki egy hegedűdarabot. Amikor Tartini felébredt, leírta, amit álmában hallott. Így született meg ez a szonáta. Tartini hegedűművészetét is az ördöggel hozták kapcsolatba, akárcsak később Paganini játékát. A művek gyorsabb tételei virtuózabbak, a lassú tételekben cantabilis stílust alkalmazott.
Elméleti munkásságából jelentős összhangzattan kísérlete, amely elsősorban nem fizikai törvényeken alapul, hanem főként aritmetikai és geometriai számításokon. Foglalkozik a dúr-moll tonalitással, a konszonancia és a disszonancia fogalmával, tárgyalja a dallamképzést, a kadenciákat, a metrumot, a régi görög hangnemeket is. De művének (Tratto di musica secondo la vera scienza dell’armonia) mesterkélt stílusa és szokatlan ábrázolásmódja nagy port kavart a saját korában. Nézeteit közérthetőbb formában, művének átdolgozott kiadásával sem tudta érvényesíteni.

## Fordítás
- Ez a szócikk részben vagy egészben  a   Giuseppe Tartini című angol Wikipédia-szócikk fordításán alapul.  Az eredeti cikk szerkesztőit annak laptörténete sorolja fel. Ez a jelzés csupán a megfogalmazás eredetét és a szerzői jogokat jelzi, nem szolgál a cikkben szereplő információk forrásmegjelöléseként.